# Schisandra pubescens
Schisandra pubescens är en tvåhjärtbladig växtart som beskrevs av William Botting Hemsley och E.H. Wilson. Schisandra pubescens ingår i släktet Schisandra och familjen Schisandraceae. Inga underarter finns listade.